# 元良勇次郎
元良勇次郎（日语：／ Motora Yūjirō，1858年12月5日—1912年12月13日）是一名日本心理学家。他建立了日本第一个心理实验室，而且曾對学龄儿童的注意力集中时间进行研究。
元良勇次郎生于摄津国，曾就读于波士頓大學并获得博士学位。他在约翰·霍普金斯大学又获得哲学博士学位，研究生毕业后，他回到日本，並在东京帝国大学任教。
他将西方著名心理学家的著作翻译成日语，并一度從事與臨床心理學有關的工作。元良勇次郎後來感染丹毒，並在數月後去世。 他和他的妻子育有五个孩子。 